# Mawutzinin
Mawutzinin (Mavutsinin, Mavotsinin) é o Demiurgo ou Deus de algumas culturas indígenas da região do Xingu, no Brasil. É uma deidade antropomorfa e inacessível, sendo considerado também o primeiro homem do mundo. Teria criado os outros homens e instituído o ritual do Kuarup.
Mawutzinin teria sido a causa primária da criação, deixando-a depois para que esta seguisse seu rumo próprio, com ele não mais interferindo nos acontecimentos. Ao contrário de outras religiões como o cristianismo, não se admite, na religião do Xingu, um comércio ou comunicação pessoal com Deus sob forma de preces ou invocações.